# Гендрік Тербрюгген
Гендрік Тербрюгген (нід. Hendrick ter Bruggen, МФА: [ˈɦɛndrɪk tərˈbrʏɣə(n)]; 1588, можливо, в Гаазі — 1 листопада 1629, Утрехт) — нідерландський художник, Відомий представник утрехтських караваджистів. Малював релігійні картини, полотна з філософами і музикантами.

## Портрет-гравюра Тербрюггена
Зберігся портрет (гравюра) Тербрюггена, зроблений невідомим майстром. Молодий і усміхнений Гендрік з палітрою і пензлями в руці стоїть на тлі розкішної завіси з його гербом. Адже він походив з аристократів. Але він не малював парадних портретів нобілів з пишними завісами, модними сукнями і вишуканими жестами. Більшість його моделей простонародні, демократичні, а то й грубі особи ринків, бідних кварталів і портових вулиць. Можливо, через це його простонародні типи широко розійшлися світом і їх можна побачити навіть в Сибіру (музей в місті Іркутськ), тоді як шляхетні, аристократичні особи Ніколо Реньєрі прикрашають лише столичні палаци Парижа чи Петербурга.
Здається, лише в картинах з філософами та музикантами він згадував про свої шляхетні корені. І тоді дбайливо малював людей, що опанували освіту, ноти, грали на музичних інструментах, знали не тільки сусіда-рибника чи сварливу торговку-п'яничку, а й героїв Давьної Греції, подорожували Італією, цінували філософські трактати і шляхетне дозвілля.

## Біографія
Точних відомостей про день і місце народження Тербрюггена не збережено. Можливо, це Гаага чи Девентер. Походить з аристократичної католицької родини, що перебралась до безпечного Утрехта, де мешкала могутня католицька громада в протестантській Голландії. Чоловіки родини були вояками, а їхнім фахом — війна. Батько Хендріка є в переліку членів Міської ради Девентера. Окупований Девентер і злодійства загарбників Іспанії і спонукали родину перебратися до Утрехта. Шестеро братів Гендріка оберуть кар'єру військових, і лише він — художника. В 13 років батьки віддали його до майстерні художника Абрахама Блумарта, представника нідерландського маньєризму.
Сліди впливів маньєризму залишилися лише в колориті деяких картин Гендріка, де є ядучі фарби чи їх відтінки, відсутність тканин з візерунками, дещо штучне зображення змошок одягу.
У 1604 р. Гендрік їде до Італії, де живе і працює 10 років. Найбільший вплив на його свідомість художника мали твори Караваджо та його послідовників, особливо Бартоломео Манфреді. Гендрік мешкав у Римі. У 1615 р.- повернення до Нідерландів. 1616 роком датовано його вступ до Гільдії Св. Луки міста Утрехт. Того ж року восени 27-річний майстер бере шлюб з дочкою бухгалтера Якобою Вербек. Через 13 років художник помре, залишивши дружині восьмеро дітей.

## Оцінки сучасників
Як завжди, одні хвалять, другі лають, третім усе байдуже — і картини, і художники. А здивування викликає лише велика ціна картин. Юхим фон Зандрарт вважав Тербрюггена (після бачених картин італійців) досить посереднім художником. За батька вступився старший син Тербрюггена, що був шефом поліції. Швидше за все, негативні відгуки Зандрарта викликали не найкращі картини Гендріка, які бачив сам Зандрарт.
На відміну від Зандрарта Рубенс поважав твори Тербрюггена і стверджував, що той найкращий з художників Утрехта.

## Філософи Тербрюггена

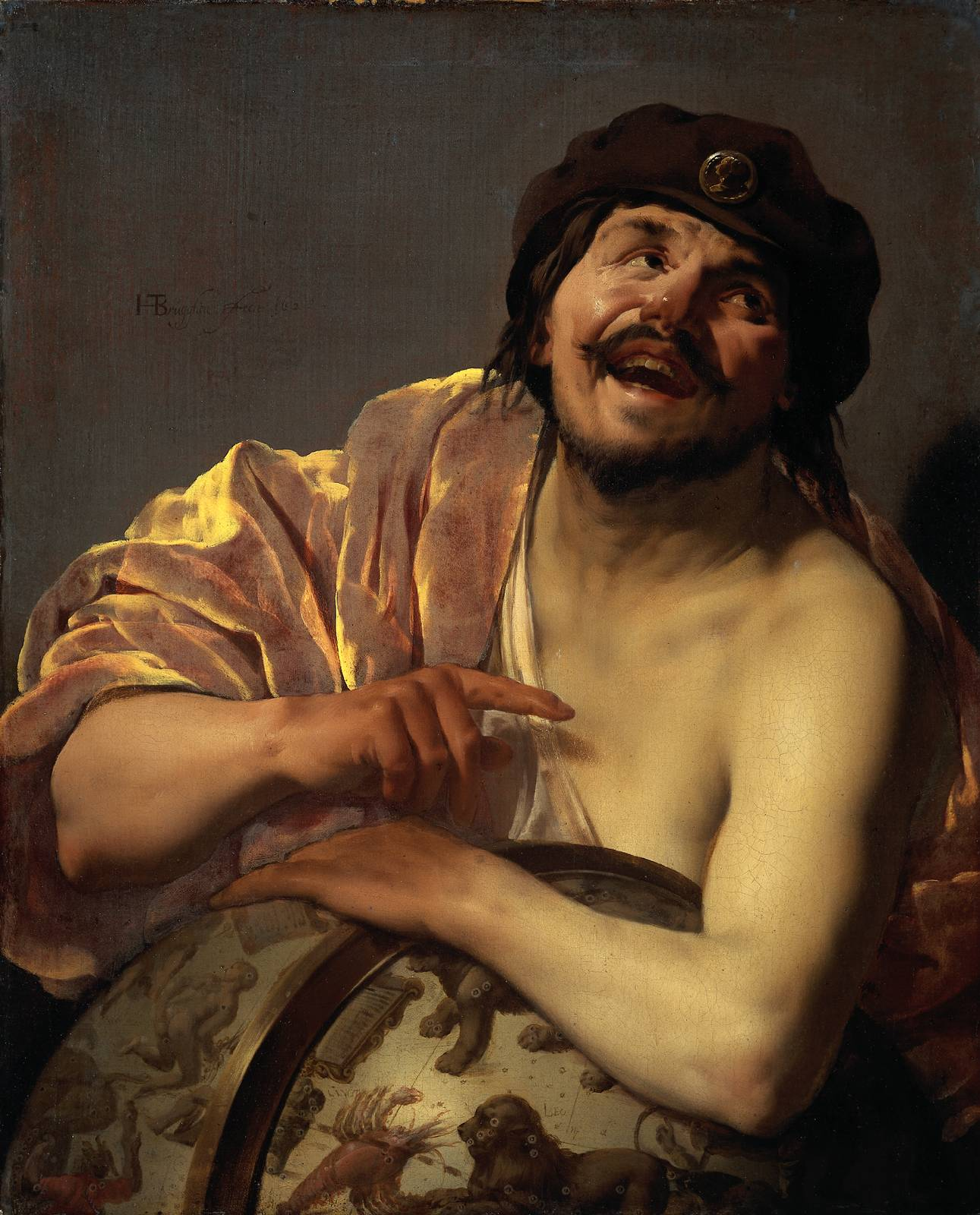
Гендрик Тербрюгген, «Усміхнений філософ Демокрит» (1628)

Гендрік Тербрюгген мав непогану освіту, що вплинуло на вибір сюжетів його картин. Сред них — зображення давньогрецьких філософів Геракліта та Демокрита. Давня італійська традиція вимагала зобаження їх разом. При цьому Демокрит насміхався над помилками і марнуванням життя пересічних людей, а Геракліт гірко оплакував їх схиблення і відмову від істини. Саме так зобразили філософів Браманте, Бабюрен та інші.
Талановитий і творчий Тербрюгген взагалі намалював Геракліта без сліз, а начебто продовжуючим давню філософську дискусію. Значно більше уваги художник приділив Демокриту. Той в умовно історичному одязі, але в береті з оздобою, яку носили сучасники Тербрюггена. Тип, узятий для Демокрита, теж досить простонародний. Але для нього художник не пожалкував колористичних прикрас, яким так відрізнялись картини утрехтських і італійських караваджистів. Порівняння зображень Демокрита у різних художників доводить, що найвдалішим було якраз зображення Тербрюггена.

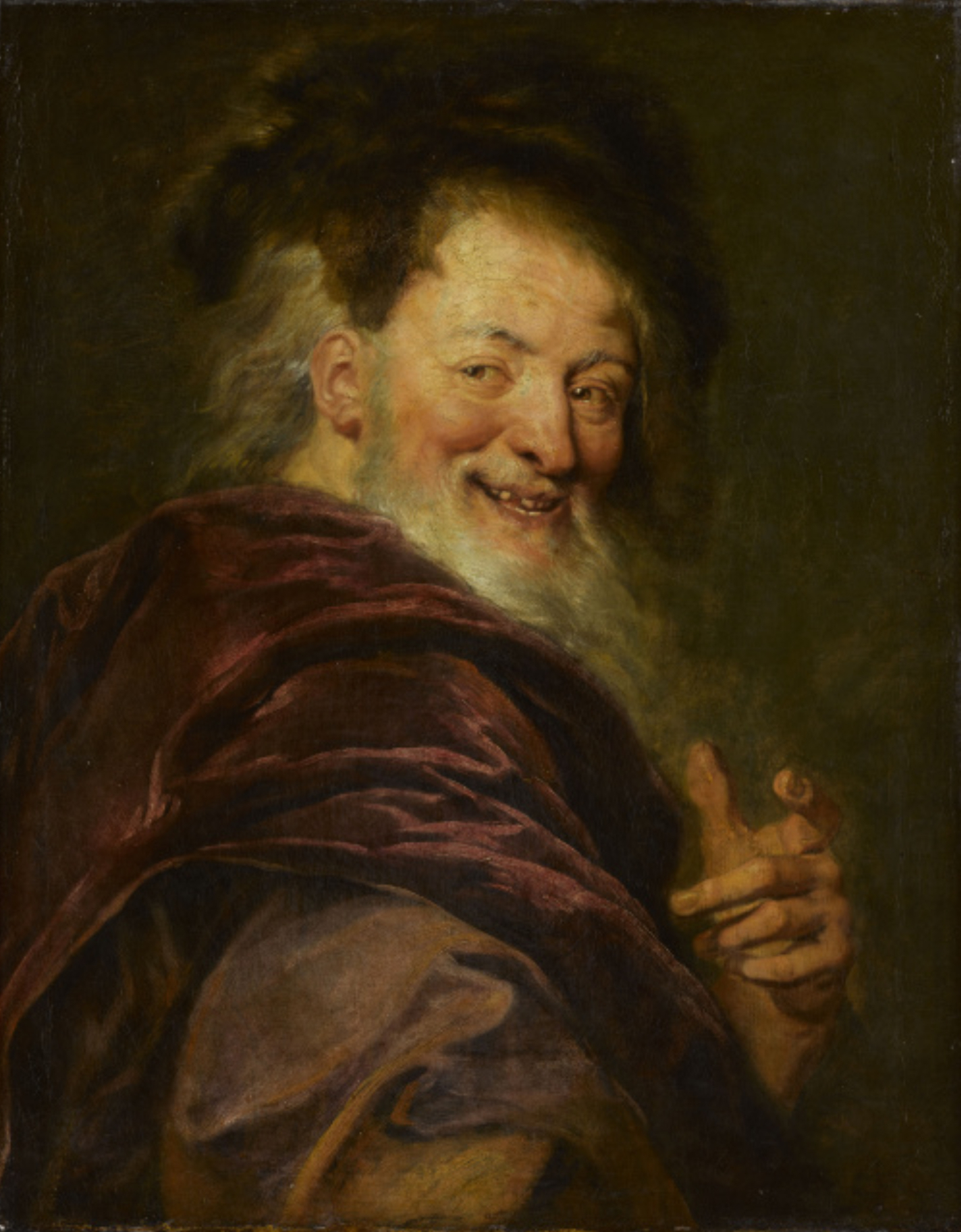
А. Куапель.«Демокрит», Лувр, Париж
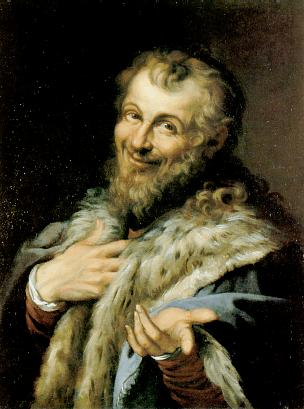
Агостіно Каррачі, «Демокрит»,Каподімонте, Неаполь.
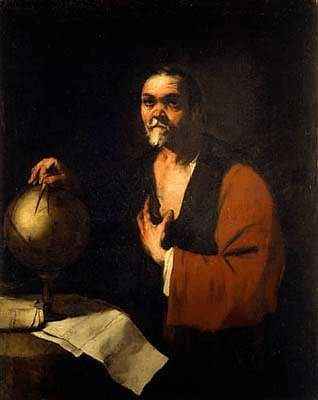
Анонім з Неаполя? «Демокрит»

## Картини з музичними сюжетами

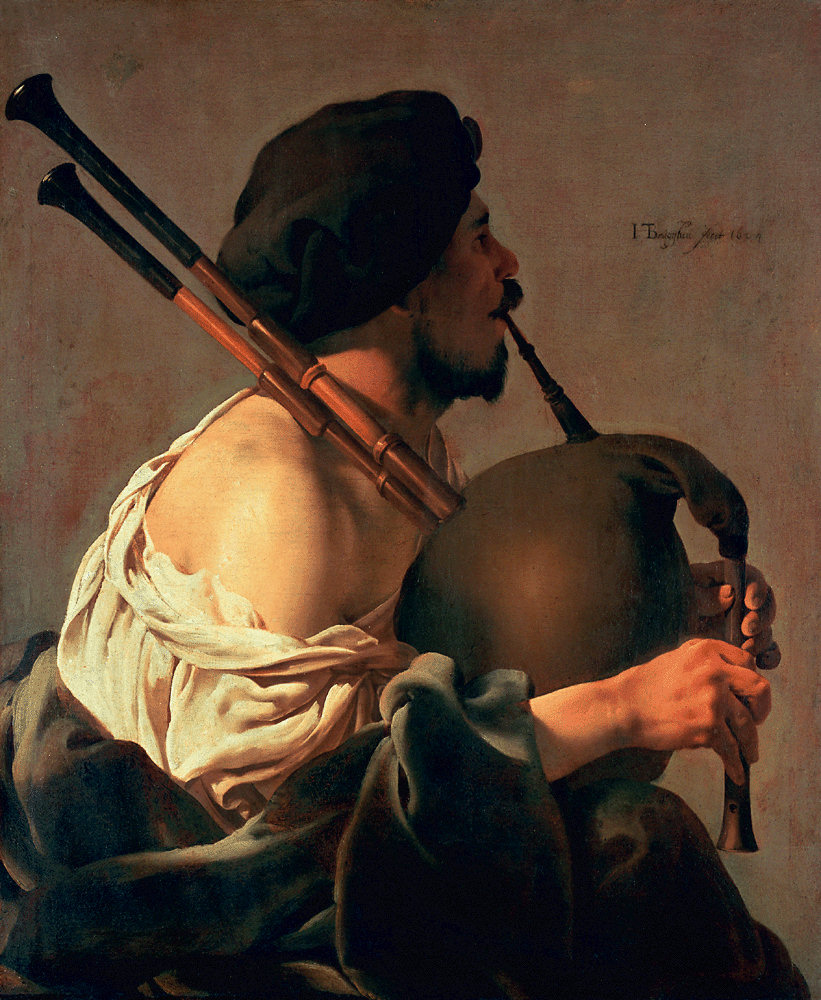
Музика з волинкою, 1624.
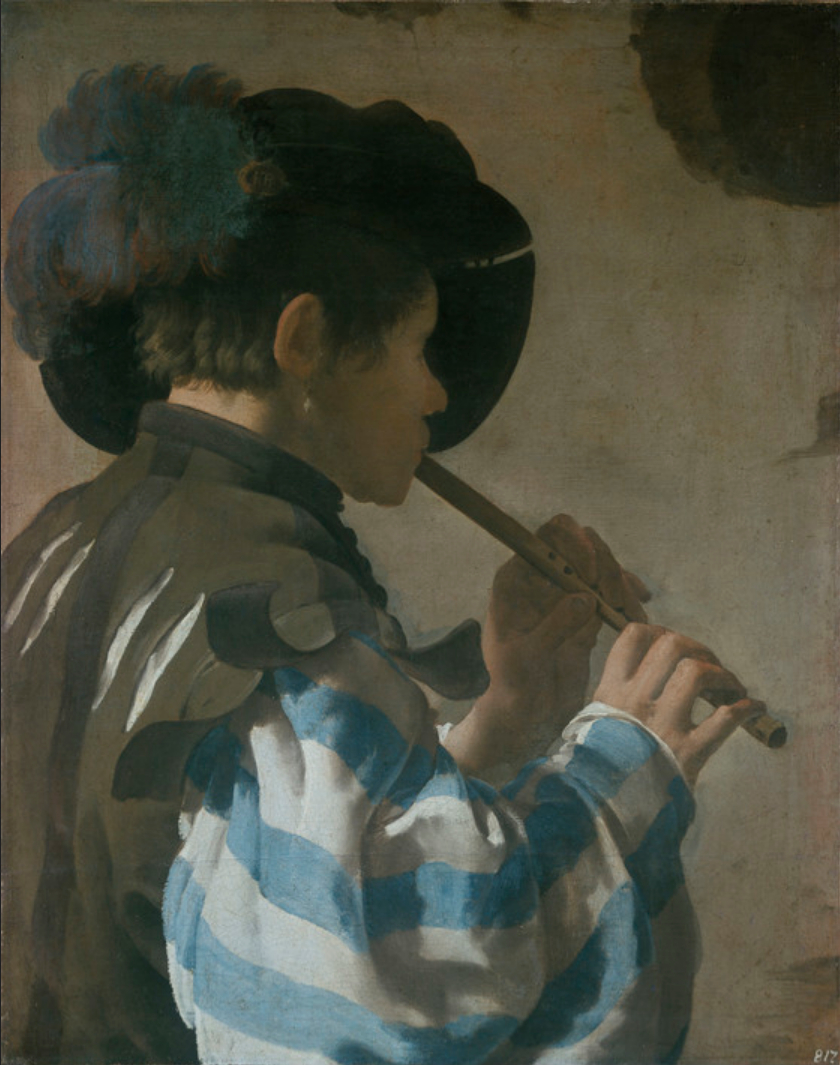
Флейтист, 1621 р.Кассельська картинна галерея
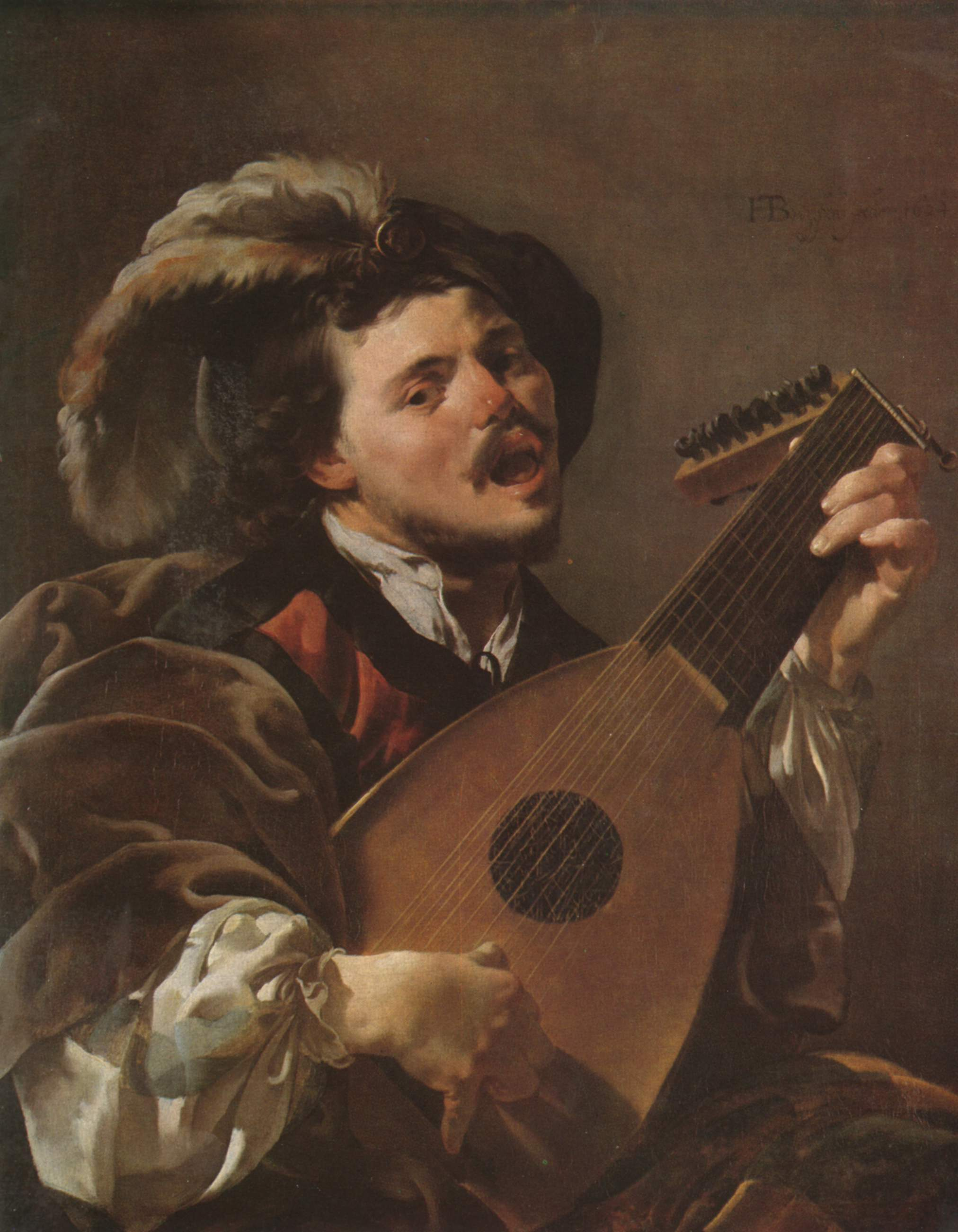
Спочатку горланить, а потім хильне.
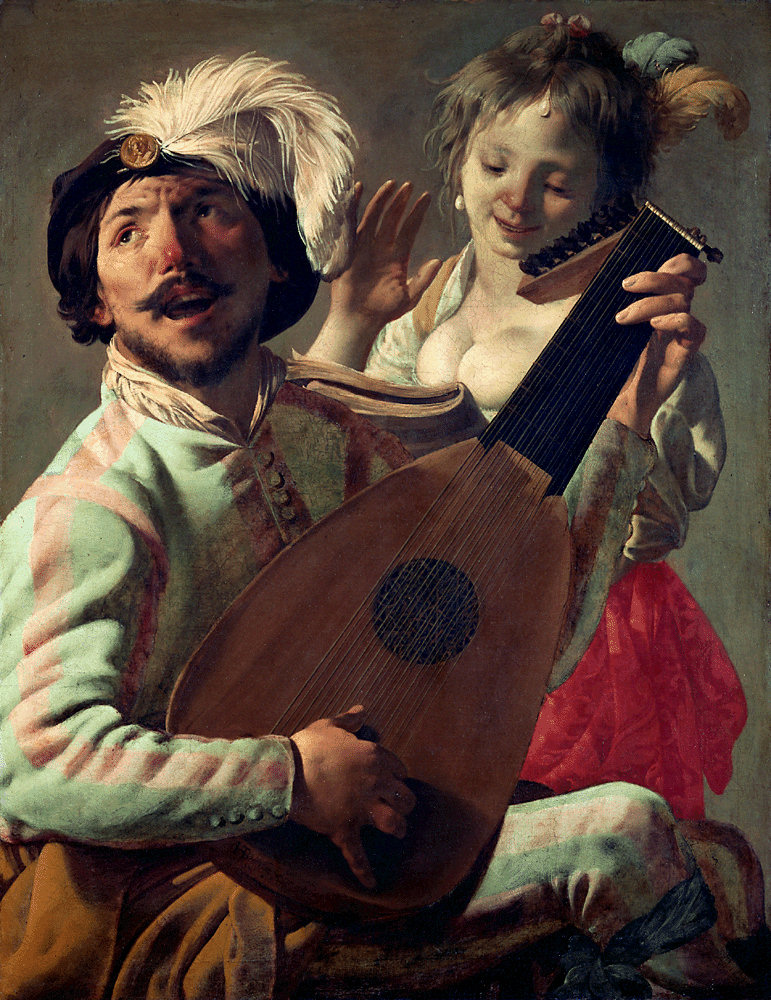
Дует, Лувр, Париж.

Традицію задав ще молодий Караваджо, якому меценат, кардинал дель Монте, доручив декорувати музичну залу свого палацу. Караваджо і намалював всього дві картини (Тепер в Метрополітен-музеї і в Ермітажі). Мотив швидко підхопили послідовники Караваджо і вже десяток палаців прикрасили дівчата і хлопці з флейтами, лютнями, нотними зошитами. «Музи́ка з волинкою» є й у Тербрюггена.
Особливе місце в творчому надбанні Тербрюггена займають картини з музичними сюжетами. Формально він продовжує традиційний для караваджиста мотив. Але кожен раз це нове композиційне рішення і нове рішення в колориті. Гендрік відмовляється від різкого зображення світлотіні, від яскравих, святково-вечірніх кольорів. Але гравці на музичних інструментах привабливіші за всіх персонажів Тербрюггена будь-де, а кольори картин тонкі, багаті на переходи, ніжних відтінків. І саме в них бринить тиха мелодія, як і в картинах самого Караваджо. Особи, заглиблені в музику. «Флейтист» Тербрюггена поданий майже зі спини, а його тонкі колористичні переходи наче сповіщають появу ще одного «Флейтиста» пензля Едуарда Мане, тільки з далекого від Тербрюггена 19 століття.

## Свята Ірина рятує пораненого Святого Себастьяна

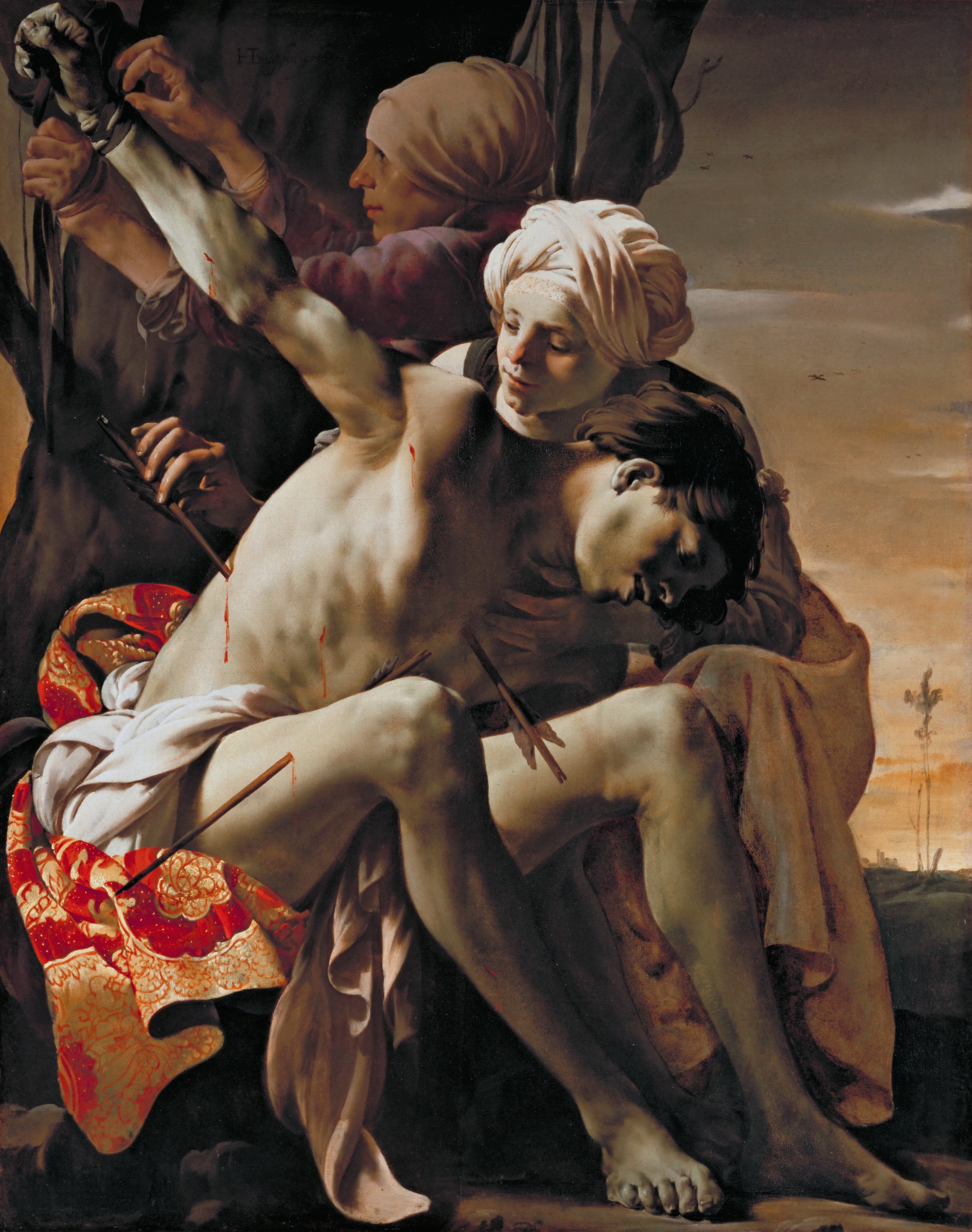
Свята Ірина рятує пораненого Святого Себастьяна, 1625, США.

Це пізній твір Тербрюггена. Йому скоро 40, а він наче повернувся у свою юність і згадав поради маньєриста вчителя. Дивує звертання до простонародних типів і національної, нідерландської традиції в побудові релігійного образу. Він наче позбувся уроків караваджизму і зробив полотно, що витримало б порівняння з релігійними образами Мабюза, Яна Провоста, Скореля, Абрахама Блумарта. Картина і зараз могла би прикрасити будь-яку католицьку церкву.
У картини дуже цікава композиція, яку важко зустріти навіть у віртуозних майстрів-маньєристів. Три голови персонажів картини намальовані по діагоналі, а цю діагональ підтримують ще три руки. Діагональну побудову ненав'язливо підтримують стріли в корпусі Себестьяна та його зігнуті ноги. Тербрюгген наче змагається з віртуозами маньєристами і доводить самому Богу, що може добре прислужитися і Богу, і мистецтву.

## Галерея

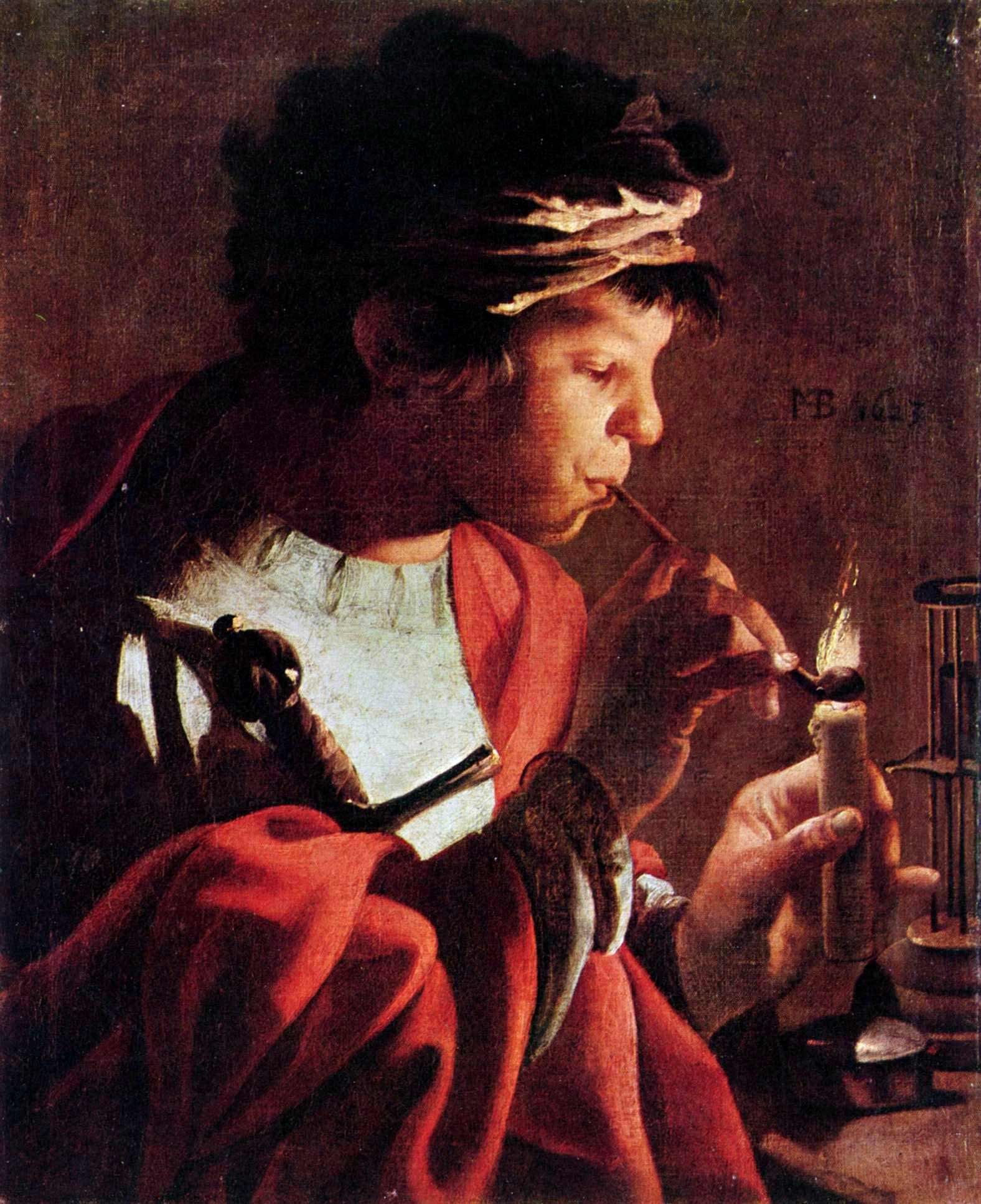
Молодий вояк розкурює люльку, 1623, місто Егер, Угорщина.
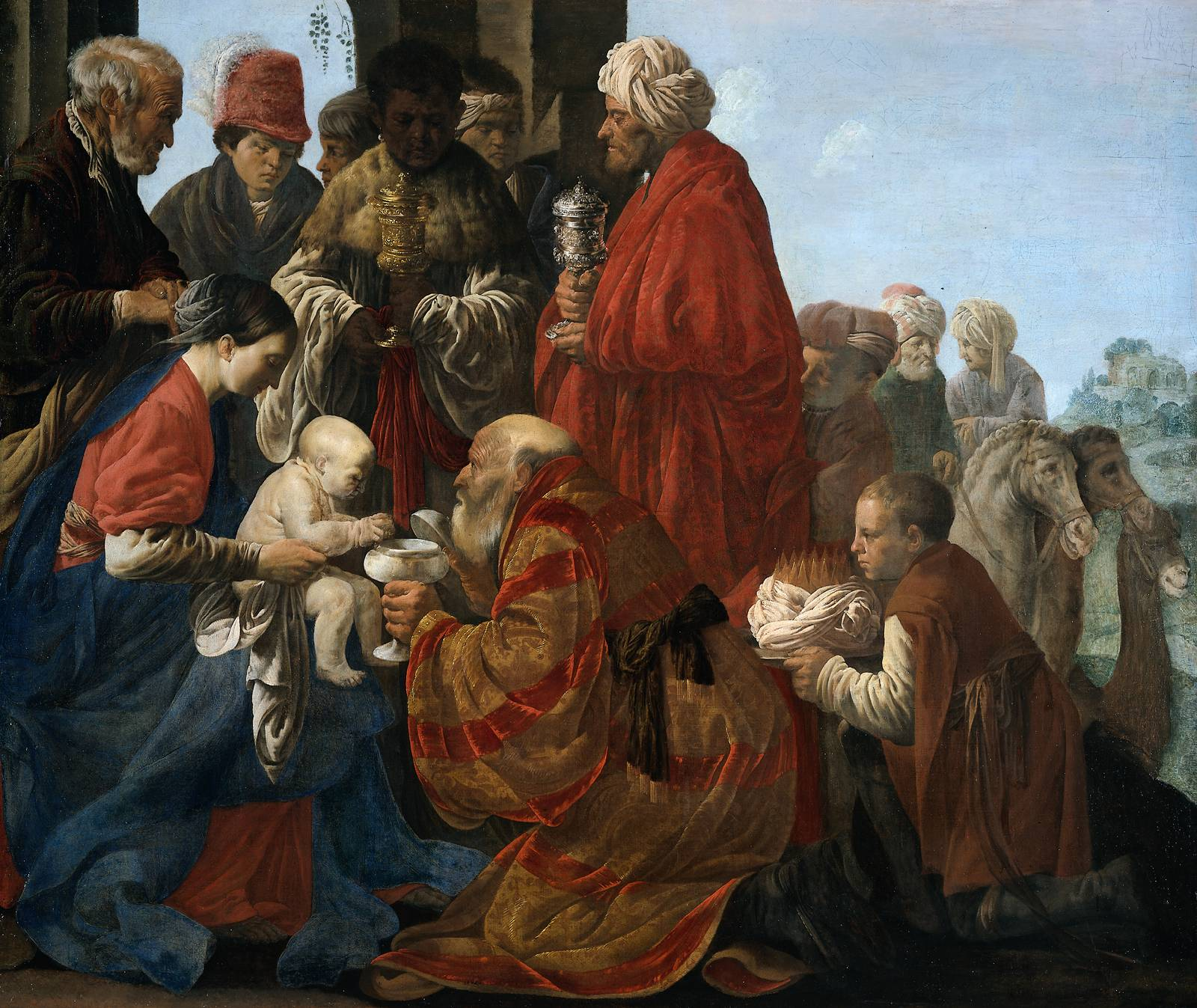
Поклоніння волхвів. 1619, Рейксмузей, Амстердам.
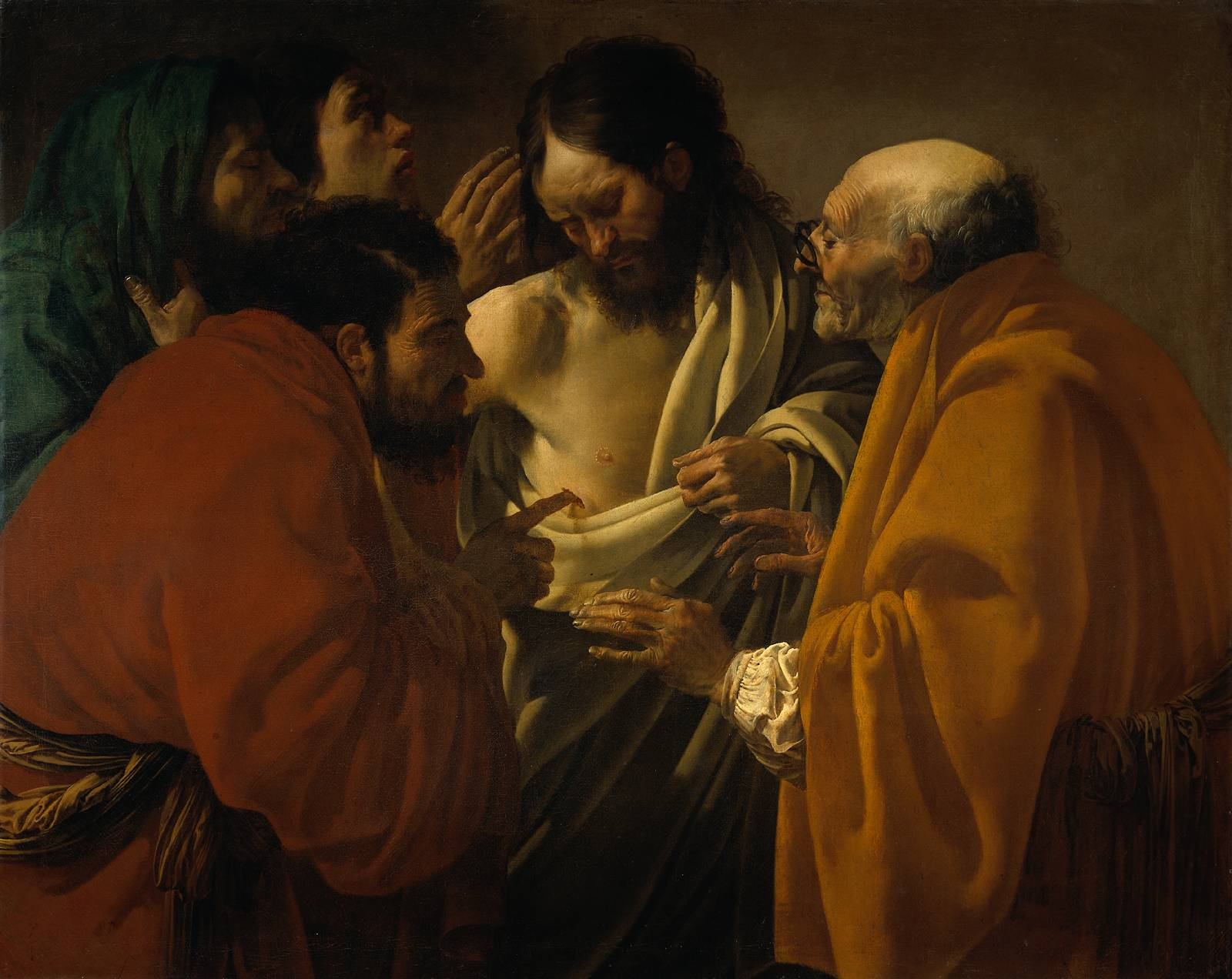
Христос переконує апостола Фому, 1621-1623.

## Перелік деяких творів

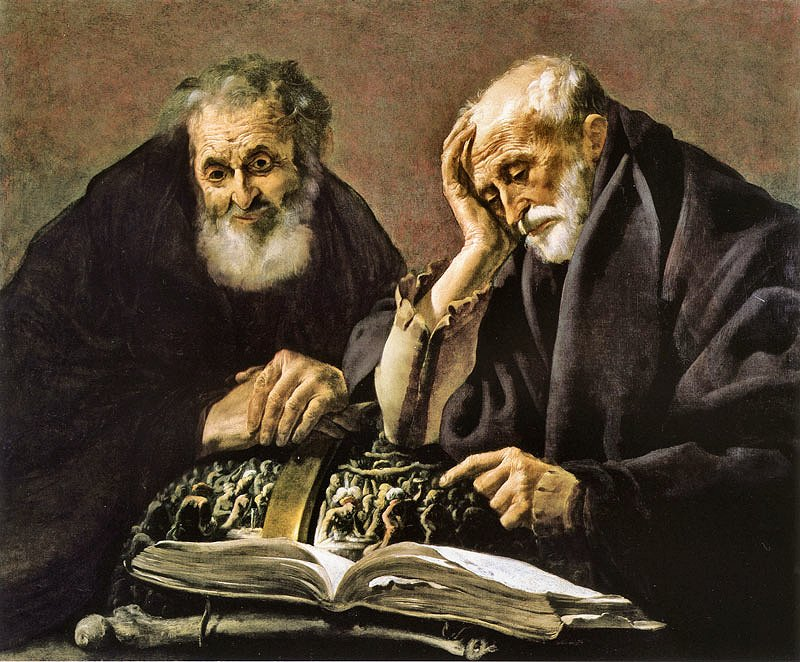
Г. Тербрюгген. «Філософи Демокрит і Гераклит»

- Поклоніння волхвів (1619, Амстердам, Рейксмузей)
- Флейтист (1621, Кассель, Художня галерея)
- Христос обирає Святого Матфея (1621, Утрехт, Головний музей)
- Цар Давид грає на арфі (Варшава, Національний музей)
- Переконання Апостола Хоми (ок. 1621-1623, Амстердам, Королівський музей)
- Гравці (1623, Міннеаполіс, Художній институт)
- Старий пише біля свічки (1623—1627, Нортгемптон, Художній музей Смитового колледжу)
- Гравець на волинці (1624, Кельн, музей Вальраф-Ріхартс)
- Вивільнення апостола Петра із в'язниці (1624, Гаага, Маурицгейс)
- Спочатку горланить, а потім хильне (1624, Лондон, Національна галерея)
- Свята Ірина рятує пораненого Святого Себастьяна (1625, Оберлін, Огайо, Алленовський мемориальний художній музей)
- Розп'яття з Богоматір'ю и Святим Иваном (бл.1625, Нью-Йорк, музей Метрополітен)
- Вакханка з мавпочкою (1626, Лос-Анджелес, музей Гетті)
- Концерт ввечері, 1626, Ермітаж, Петербуог
- Концерт (1626, Лондон, Національна галерея)
- Яків докоряє Лаванові (1627, Лондон, Національна галерея)
- Меланхолія, або Марія Магдалина (1627—1628, Торонто, Художня галерея)
- Демокріт (1628, Амстердам, Королівський музей)
- Геракліт (1628, Амстердам, Королівський музей)
- Дует (1628, Париж, Лувр)
- Мандрівні музиканти (1628, Чернігівський художній музей)
- Увінчання Христа терновим вінцем, Іркутськ, Регіональний музей
- Молодий вояк розкурює люльку, місто Егер, Угорщина, музей Іштвана Добі.

## Країни світу, де зберігають твори Тербрюггена
- Австрія
- Велика Британія
- Голландія
- Італія
- Канада
- Німеччина
- Польщя
- Росія
- США
- Угорщина
- Україна
- Франція